# Euxootera heinrichi
Euxootera heinrichi là một loài bướm đêm trong họ Noctuidae.